# Історія нафтогазовидобування в Західній Україні

Викид нафти і газу та пожежа на свердловині «Ойл-Сіті». Поштова листівка початку XX ст.

Істо́рія нафтогазовидобува́ння на За́хідній Украї́ні започатковує базу для нафтогазової промисловості України, котра виникла на базі нафтового промислу України (видобуток і переробка нафтової ропи, асфальту, озокериту та інших бітумних мінералів), що існував від найдавніших часів аж до початків і зародження великої нафтово-озокеритної, а згодом і газової, видобувної та переробної промисловість як у краю, так і у Європі починаючи з 1853 р.

## Історія
Нафтопрояви в Українських Карпатах місцеве населення спостерігало з давніх-давен, що позначилося на топонімах, які походять від автохтонної назви нафти — ропа: Роп'янка, Ріпне, Ропиця та ін. В Україні нафту вперше почали видобувати на Прикарпатті в XVI — на початку XVII ст. (для порівняння — в Російській імперії промислове видобування нафти розпочато в 60-х роках XIX ст. в районі Баку, Азербайджан). Але ще в XVI ст. м. Дрогобич отримало привілей на освітлення вулиць «скельним олієм».

### Перші згадки
Перша згадка про карпатську нафту зустрічається в літературі 1617 р. На старовинному промислі Слобода Рунгунська її добували в 1711 р.

### ХІХ ст.— початок ХХ ст.
На початку XIX ст. нафтові поклади було відкрито в смузі від Добромиля через Дрогобич до Кут і далі до Румунії. Бориславське нафтогазове родовище почали розробляти в 1854 р. Нафтові ями тут розміщували переважно вздовж р. Тисмениці. У 1865 р. в Бориславі функціонувало близько 5 тис. ям глибиною 35-40 м. Добова продуктивність однієї копанки досягала 130—140 кг. У 1855-65 рр. вартість щорічного видобутку нафти та озокериту в Галичині оцінювалася в 15 млн золотих. У 1865 р. за межі Галичини вивезено 150 т нафти.
У 1870 р. видобуток нафти у Бориславі досяг 10,6 тис. т. Тут діяло близько 800 дрібних підприємств, на яких працювало майже 10 тис. робітників. Розширюється нафтовидобуток і на Станіславщині. У 1871 р. в Слободі Рунгурській, що біля Печеніжина, закладено шахту, яка давала нафту. У 1886 р. у Бориславі розпочато буріння свердловин механічним ударним способом. Пробурено перших 9 свердловин з добовим дебітом 4 т. У 1893 р. у Бориславі вперше розпочато буріння свердловин канатним способом. Вже у 1894 р. перші свердловини дали до 150 т нафти на добу. свердловинний спосіб видобутку повністю витісняє колодязний. Глибина свердловин досягає 800 м. і більше. Деякі свердловини дають фонтани до 3 тисяч тонн нафти на добу з глибини понад 1000 м.
Перші нафтопереробні заводи в Україні виникли на Прикарпатті — у Бориславі, Львові, Дрогобичі, Надвірній. Перша нафтова лампа публічно спалахнула і засвітилася 30 березня 1853 р. в аптеці Петра Мікуляша, а потім 31 липня 1853 р. у львівському шпиталі де вночі, цього ж дня, за допомогою освітлення нафтових ламп, була вперше у світі проведена складна хірургічна операція лікарем Заорським пацієнтові Владиславові Холєцкому. Відтоді почалося використання в різних технічних цілях як самого нафтового дистиляту, так і інших продуктів переробки нафтової ропи.
Також згодом Яну Зегу разом з магістром фармації Ігнацієм Лукасевичем (I. Łukasiewicz 08.03.1822, с. Задушніки — 07.01.1882, с. Зренцін) вдалося із озокериту виділити парафін для виробництва свічок (патент від 23.11.1853 р.).
А найбільший видобуток і переробка нафти та озокериту здійснювався у м. Бориславі та його околицях, і завдяки цим мінералам Борислав із середини XIX ст. став всесвітньо відомим, найстарішим, найбільшим і єдиним у Європі промисловим центром нафто-озокеритної промисловості.
- У 1848 р. у Дрогобичі почав працювати завод Шрайнера й Герца по перегонці нафти.
- У 1853 р. Австрійське цісарське бюро патентів видало винахіднику Іванові Зеху патент на спосіб очищення нафтових дистилятів.
- у 1859 р. у Дрогобичі збудовано першу вітчизняну нафтоперегінну установку;
- у 1863 р. почала працювати нафтоперегінна установка у Болехові;
- 1866 р. — початок постійної промислової переробки нафти у Дрогобичі (завод Ґотліба, де працювало 200 робітників).
- у 1882 р. нафтоперегінний завод побудовано в Печеніжені (500 робітників).

«Галицька Каліфорнія» — Борислав приваблювала підприємців з усієї Європи і світу. Видобуток нафти зростає. У 1906 р. у Бориславському нафтовому районі було видобуто 562 тис. т нафти, а в 1909 р. — понад 1,9 млн т. Зростає видобуток нафти в районі Стрільбич. У 1881 р. тут діяло всього 10 колодязів, а в 1899 р. — 21 свердловина. Річний видобуток нафти на родовищі зріс від 100 т (1886 р.) до 2300 т (1890 р.). У районі Східниці в 1889 р. було 36 нафтових колодязів, в 1898 р. тут діяло 388 свердловин, які дали 168480 т нафти, а у 1901 р. число свердловин досягло 500. Зростав видобуток нафти і в інших нафтоносних районах Галичини, зокрема на Станіславщині. Біля Космача перші бурові роботи розпочалися в 1899 р. У 1905 р. тут діяло 4 свердловини з яких видобуто 1080 т нафти. На цьому рівні видобуток нафти залишився до Першої світової війни. Нафтовидобуток у районі Пасічної розпочато у 1880 р. У 1891 р. тут діяло 12 свердловин, які давали 690 т нафти, а в 1902 р. — 55 свердловин, і відповідно — 2360 т нафти.
Першу свердловину в районі Биткова було закладено в 1897 р., а у 1910 р. тут діяло 18 свердловин з загальним дебітом 21470 т нафти. З 1886 р. почався видобуток нафти біля с. Майдан. Перші бурові роботи в околиці Ріпного розпочалися в 1887 р. У 1892 р. тут діяло 11 свердловин, у 1896 р. — 28 з видобутком нафти 2360 т на рік. Нафтопромисел біля Слободи Рунґурської у 1890 р. дав 240 т нафти, а у 1904 р. — 4890 т. З 1893 р. нафта видобувалася в районі Витвиці, що біля Болехова.
У 1908 р. фірма «Голендерський нафтовий синдикат» побудувала унікальну свердловину «Ойл-Сіті» (Бориславське нафтове родовище). 13 червня вона дала нафту з глибини 1016 м. Дебіт свердловини зростав до 3000 т нафти на добу, що було максимальним видобутком на одну свердловину. Якщо в період 1890—1893 рр. в цілому по Галичині видобували понад 90 тис. т нафти, то в 1894 р. — понад 130 тис. т, у 1895 — понад 210 тис. т, у 1896—1900 рр. — 310—330 тис. т, у 1902 р. — понад 570 тис. т, у 1903–1906 рр. — 700—800 тис. т, у 1907 р. — понад 1170 тис. т, у 1909 р. — понад 2 млн т.
Після 1919 р. у Передкарпатті створили ряд акціонерних товариств з видобутку й переробки нафти: «Малопольське нафтове товариство», «Польська спілка з реалізації нафти», фірми «Борислав», «Вакуум», «Карпати», «Франко-Полонія» та ін. Господарями цих товариств та фірм були американські, англійські, французькі та німецькі підприємці. Але з часом видобуток нафти зменшується. В Бориславському нафтовому районі у 1913 р. було видобуто понад 1 млн т нафти, а в 1938 р. — тільки 0,5 млн т. У цей час на Галичині діяло близько 40 нафтопромислів, 4100 свердловин. Після 1939 р. промислові підприємства нафтогазоозокеритової галузі були націоналізовані і підпорядковані тресту «Укрнафтовидобуток» (управління в Бориславі).
Значним промисловим видобутком та переробкою нафтової ропи в Україні у Східній Галичині розпочали займатися з 1853 р., коли у м. Львові в аптеці «Під Золотою Зіркою» на вул. Широкій (суч. вул. Коперніка, 1) магістр фармації Йоган (Ян) Зег (J. Zeh 02.09.1817, м. Ланьцут — 25.01.1897, м. Борислав) з бориславської нафти видобув, застосував та запатентував (02.12.1853 р.) нафтовий дистилят для освітлення в лампах, спеціально сконструйованих львівським бляхарем Адамом Братковським, який з 1845 р. виготовляв лампи для освітлення м. Львова.
Перша така лампа — з нафтовим дистилятом, як паливом, публічно спалахнула і засвітилася 30 березня 1853 р. в аптеці Петра Міколяша, а потім 31 липня 1853 р. у львівському шпиталі де вночі, цього ж дня, за допомогою освітлення нафтових ламп, була вперше у світі проведена складна хірургічна операція лікарем Заорським пацієнтові Владиславові Холецькому. Відтоді почалося використання в різних технічних цілях як самого нафтового дистиляту, так і інших продуктів переробки нафтової ропи.
Також згодом Йогану Зеґу разом з маґістром фармації Іґнацієм Лукасєвичем (I. Łukasiewicz 08.03.1822, с. Задушники — 07.01.1882, с. Зренцін) вдалося із озокериту виділити парафін для виробництва свічок (патент від 23.11.1853 р.).
А найбільший видобуток і переробка нафти та озокериту здійснювався у м. Бориславі та його околицях, і завдяки цим мінералам Борислав із середини XIX ст. став всесвітньо відомим, найстарішим, найбільшим і єдиним у Європі промисловим центром нафто-озокеритної промисловості.
1909 р. в усій у Галичині було найбільше видобуто нафти — майже 2 млн т, що на цей час становило майже 5 % усього світового видобутку. Згодом, а особливо у 1920 — 1930-роках видобуток, через виснаженість покладів, постійно зменшувався.
Буріння в 1920 р. пошукової свердловини на сіль у районі Дашави призвело до відкриття не соляних покладів, а газових, причому з більшими притоками газу, ніж у Бориславі. Дебіт свердловини досягав 3210 м3 газу на добу, а тиск у газоносному горизонті становив 60 атм.
У 1921 р. Акціонерне товариство «Міжміські газопроводи» розпочало будівництво першого газопроводу для транспортування природного газу з Дашави до Стрия завдовжки 14,5 км та діаметром 175 мм. Цього року газопровід
продовжили до Дрогобича діаметром 225 мм та протяжністю 24,5 км.
У 1933 р. фірма «Польмін» пробурила біля села Опари, розташованого за 20 км від Дрогобича перші свердловини. Газові поклади виявили на глибині близько 200 м. Перші Опарські свердловини мали дебіт по 400 тис. м3 газу на добу.

## Друга Світова війна
Під час ІІ Світової війни наприкінці вересня 1939 р. Червона Армія вийшла на демаркаційну лінію. 26 вересня Микита Хрущов відвідав стратегічні нафтопромисли та промислові підприємства в м. Бориславі. А 27 вересня для переговорів про остаточну лінію кордону між СРСР і Німеччиною до Москви знову прибув Ріббентроп. У ході розмов порушувалася справа про деякі ділянки території Західної України. Так, Ріббентроп, покликаючись на дефіцит у Німеччини нафтопродуктів, запропонував передати їй Дрогобицько-Бориславський нафтоносний район. Сталін визнав цю пропозицію неприйнятною, мотивуючи свою позицію тим, що українське населення «наполегливо претендує на цю територію». Але він висловлював готовність взамін постачати Німеччині нафтопродукти в обсязі 300, а потім і 500 тис. тонн на рік. У кінцевому підсумку було досягнуто домовленості про те, що додаткові радянські поставки нафтопродуктів Німеччині сягатимуть річного виробництва Дрогобицько-Бориславського басейну, при цьому одна половина цього обсягу мала вивозитись до Німеччини безпосередньо з цього басейну, а друга — з інших нафтоносних районів СРСР.

### Перші «совєти»
Ще до кінця 1939 р., коли було встановлено радянську владу в Західній Україні, нафтогазову промисловість було націоналізовано, замість сотень фірм було створено п'ять великих промислів, що разом з озокеритовими шахтами увійшли до тресту «Укрнафтовидобуток». Газолінові підприємства перейшли до тресту «Укргаз». А численні нафтопереробні підприємства до тресту «Укрнафтопереробка». Усі ці трести підпорядковувалися управлінню «Укрнафтокомбінат», управління якого знаходилося у м. Львові а деякі відділи у м. Бориславі.
На підставі торговельних договорів між Німеччиною та СРСР від 19 серпня 1939 р. та 10 лютого 1940 р. до Німеччини вивозили цистернами нафту й нафтопродукти. Протягом сімнадцяти місяців після підписання радянсько-німецького Пакту про ненапад від 23 серпня 1939 р. Німеччина отримала з Радянського Союзу 865 тис. т нафти, 140 тис. т марганцевої руди, 14 тис. т міді, 3 тис. т нікелю, 101 тис. т бавовни-сирцю, понад 1 млн т лісоматеріалів, 11 тис. т льону, фосфати, платину й майже півтора мільйони тонн зерна. Через радянську територію провозили стратегічну сировину й харчі з Тихоокеанського басейну. СРСР насправді перетворився на союзника Німеччини, що не воював.
Від 23 червня 1941 р. радянська влада, відступаючи, знищила нафтову промисловість краю. Було вивезено обладнання, знищено рафінерії, спалено сотні нафтових свердловини, нафтові збірники, затоплено озокеритну шахту в м. Бориславі й знищено 2 шахти в м. Старуні, зруйновано багато інших об'єктів нафтогазової промисловості. Страти наприкінці червня 1941 р. становили 50 млн злотих згідно з паритетом 1939 р.

### Окупація
Також і під час німецької окупації нафтогазову промисловість було націоналізовано. У так званому Генеральному Губернаторстві, або дистрикті Галичина, від 22 вересня 1941 р. було створено окреме гірниче управління в м. Львові з різними відділами й інспекціями так звані «Betriebsinspektion» у містах: Станіславові (сучасне м. Івано-франківськ), Дрогобичі, Бориславі, Стрию, Надвірній та з січня 1943 р. у Калуші, і які входили до складу фірми «Beskiden Erdöl — Gewinnungs Gesellschaft m.b.H.». До грудня 1941 р. німецька влада зуміла ввести в експлуатацію близько 80 % нафтових свердловин. На початку 1942 р. було завершено будівництво газопроводу з м. Дашави до м. Стальової Волі (Польща) довжиною 217 км. З 12 жовтня 1942 р. розпочала діяльність новостворена фірма під назвою «Karpathen ÖL A.G.» у м. Львові, до складу якої входила нафтогазова видобувна та переробна промисловість Галичини. Здійснювалася сейсмічна розвідка та пошукові роботи. 30 березня 1944 р. було ухвалене спеціальне гірниче право для Генерального Губернаторства.
Німецька окупація перервала розвиток нафтогазової промисловості, який відновлюється в 1944 р. Під час німецької окупації у Бориславі було пробурено 123 неглибоких свердловин.
Багато працівників нафтогазової промисловості загинуло на фронтах ІІ Світової війни. Частину працівників промисловості фізично знищили (розстріли, концентраційні табори, вивезення на примусові роботи) радянська та німецька окупаційна влада.

### Другі «совєти»

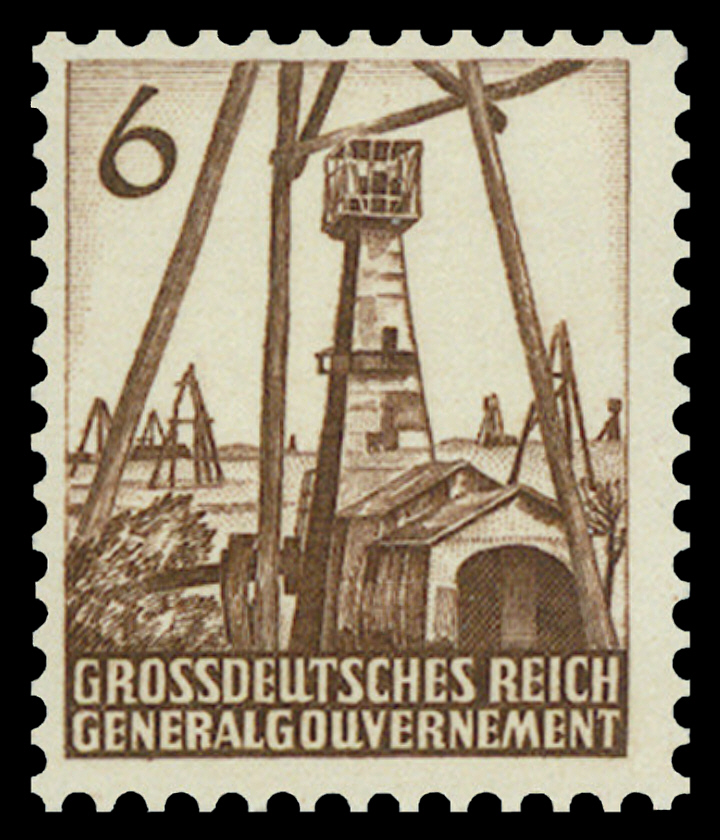
Нафтові вежі на німецькій поштовій марці 10. 05. 1944 р.

У серпні 1944 р., після повторного встановлення радянської влади в Західній Україні, відновили роботу другий, четвертий, восьмий і дев'ятий нафтопромисли в м. Бориславі, п'ятий — у смт. Східниці та третій, що об'єднував Устрики, Чорну та Стрільбичі. Також у серпні 1944 р. ухвалою Народного комісаріату нафтової промисловості СРСР було організовано управління «Укрнафтокомбінат» у м. Львові, який об'єднав видобуток нафти й газу та їхнє переробляння.
1945 р. систему керування підприємствами комплексу було реформовано за галузевою засадою. На базі управління «Укрнафтокомбінат» було створено: Державне об'єднання «Укрнафта» в м. Львові з відділами у м. Бориславі, а пізніше Державне об'єднання «Укрнафта» знаходилось в м. Дрогобичі та столиці України — м. Києві. Трест «Укрнафтозаводи» — в м. Дрогобичі та трест «Укргазвидобуток» — у м. Стрию. 11. 06. 1945 р. почав діяти в м. Бориславі навчально-курсовий комбінат Державного об'єднання «Укрнафта».
1946 р. газово промисловість в Україні було відокремлено як самостійну галузь, створено Державне об'єднання «Укргаз», з розташуванням управління в м. Львові. У 1966 р. створено виробниче управління «Укргазпром», якому спочатку підпорядковувалися газовидобувні, а пізніше — газотранспортні, бурові, газопереробні підприємства, науково-дослідні інститути.
У 1946-47 рр. побудували газопроводи «Дашава-Калуш-Галич-Добовці», «Бендери-Станіслав» 115 км завдовжки загалом, продуктивністю — 500 тис. м³ на добу. А в жовтні 1948 р. було введено в дію магістральний 500 км газопровід «Дашава-Київ», що його споруджували протягом 1946-48 рр. Прокладено 534,4 км труб. Продуктивність газопроводу — 5,4 млн м³ на добу, на той час найдовший газопровід в Європі, у 1951 р. його подовжили (через м. Брянськ) до Москви (Дашава — Москва 1530 км завдовжки), а згодом побудовано ще й з м. Дашави до м. Мінська й через м. Вільно до м. Риги.
З території тієї таки України вперше у світі стали постачати на вивіз природний газ — до Польщі від 1944 року. Газу з родовищ Львівщини вивозили за кордон через газопровід Опари-Самбір-Перемишль-Стальова Воля (210 км завдовжки, 300 мм у попереку), який було збудовано під час німецької окупації та реконструйовано силами «Укргазу» протягом 1944—1945 років. За короткий термін було відпрацьовано технологію міждержавної передачі газу та збудовано пункт передачі газу в селі Дроздовичах Мостиського району Львівської області.
Перепомповувати нафту територією України до Чехословаччини стали 1962 р. Від 1967 року український газ стали подавати до Чехословаччини, пізніше — до Австрії.
У 1950 р. дала нафту перша потужна свердловина в Долині. В 1952 р. тут утворено нафтовидобувне підприємство «Долинанафта». За 1950-55 рр. видобуток нафти в Долинському нафтовому районі зріс у 20 разів. У 1953 р. на основі Битківського нафтопромислу і Надвірнянської нафторозвідки створено Битківську контору буріння, а в 1957 р. нафтовидобувне підприємство «Надвірнафта». Всі підприємства галузі увійшли у об'єднання «Укрнафта». В 1969-72 рр. проведена реорганізація об'єднання «Укрнафта».
Наприкінці 1950-х та на початку 60-х років Україна була основним газодобувним регіоном колишнього Радянського Союзу.
У середині 60-х років XX ст. видобуток нафти на Прикарпатті досяг максимуму. Подальше зниження видобутку — закономірний процес, пов'язаний з вичерпанням запасів. З 1966 р. застосовуються нові методи заводнення, циклічного витиснення водою нафти з продуктивних пластів.
У 1975 р. шляхом надглибокого буріння відкрито Новосхідницьке нафтогазове родовище. свердловина 3-Новосхідниця з глибини 4350 м дала нафту при дебіті понад 300 т за добу. Сумарно на 01.01.2000 р. свердловина видала 730 тис. т нафти і 284 млн. м³. газу. Це найкращий показник видобутку нафти на одну свердловину на Прикарпатті.

## Дебіт
В Бориславському нафтогазоносному районі випомпували з надр 42,8 млн т нафти, 261,1 тис. т конденсату та 18,325 млрд м3 газу. В Долинському районі — 46,1 млн т нафти. В Надвірнянському районі — 11,1 млн т. При цьому фонтанний фонд свердловин становив 2,8 %, а механізований — 97,2 %. Нафтовилучення в родовищах Бориславського району коливається від частки % (Коханівське, Мельничинське) до 73,4 % (Східницьке), а пересічно склала 24,5 %. Виробка видобувних запасів нафти по Бориславському родов. склала 72,6 %, по Східницькому — 99,5 %, у решти родовищ виробка запасів менша.

## У незалежній Україні
Починаючи з середини 90-х років ХХ ст. пошуково-розвідувальні роботи на Прикарпатті різко скорочені, що зумовлено кризою економіки країни.
У жовтні 1992 р. на Прикарпатті видобуто стомільйонну тонну нафти від часу облікування, тобто з 1886 р.